# Kolačno
Kolačno (bis 1927 slowakisch „Kolačnô“  oder „Kolačnov“; ungarisch Kalacsna – bis 1892 Kolacsnó) ist eine Gemeinde in der West-Mitte der Slowakei mit 899 Einwohnern (Stand 31. Dezember 2024), die zum Okres Partizánske, einem Teil des Trenčiansky kraj, gehört.

## Geographie

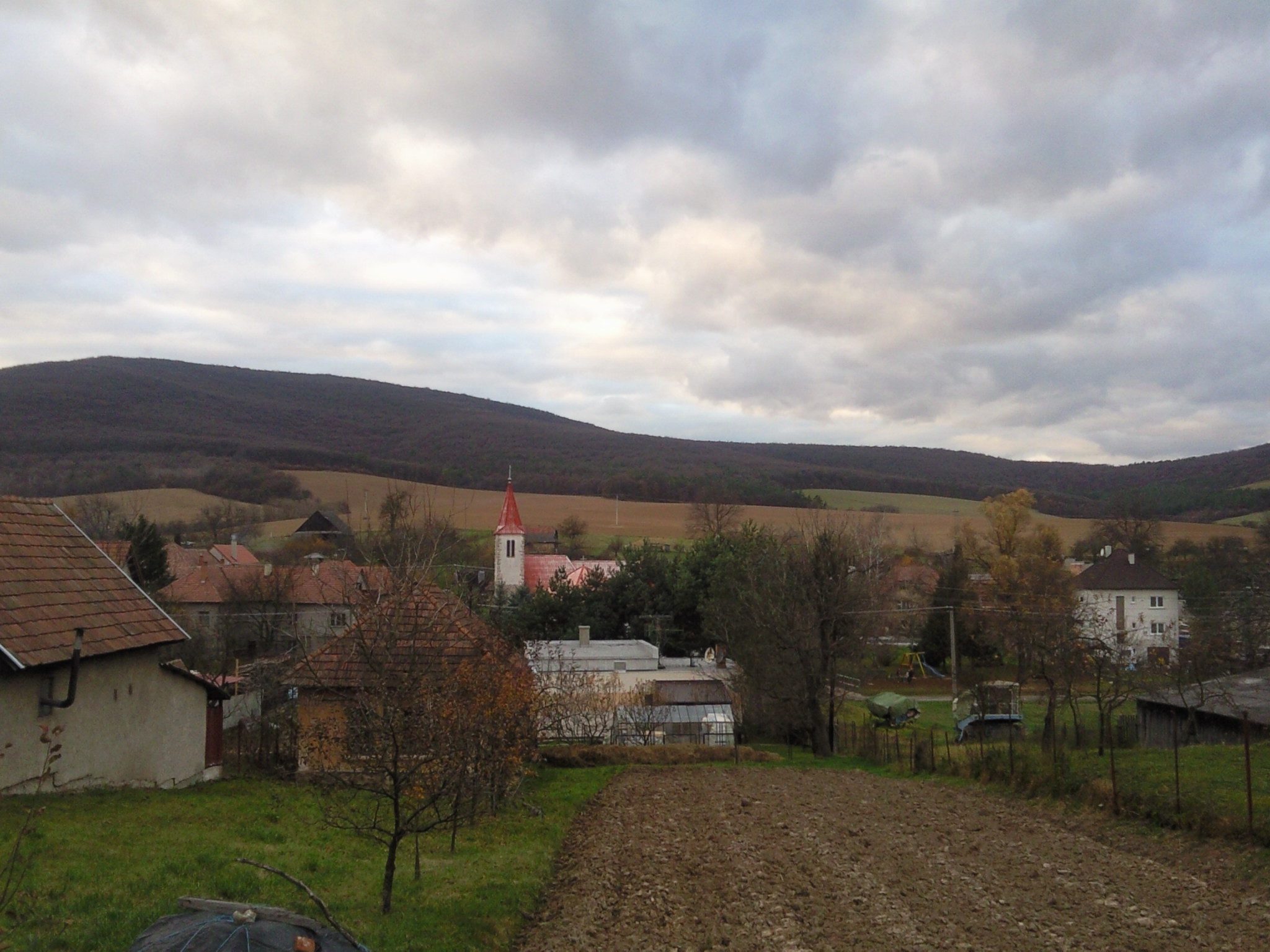
Teilansicht von Kolačno

Die Gemeinde befindet sich am Übergang vom Talkessel Hornonitrianska kotlina in das südlich gelegene Tribetzgebirge am Kolačniansky potok im Einzugsgebiet der Nitra. Das Ortszentrum liegt auf einer Höhe von 240 m n.m. und ist achteinhalb Kilometer von Partizánske entfernt.
Nachbargemeinden sind Veľké Uherce im Norden und Osten, Veľký Klíž im Süden und Südwesten, Brodzany im Westen und Malé Uherce im Nordwesten.

## Geschichte
Kolačno wurde zum ersten Mal 1293 in einer Urkunde von Andreas III. als Kolechna schriftlich erwähnt. Die ersten Bewohner kamen aus dem benachbarten Ort Veľké Uherce, was sich auch im Namen widerspiegeln soll: im örtlichen Dialekt bezeichnet das Wort kolešňa einen Ort mit temporären Heuscheunen und Schafherden. Im Jahr 1355 war das Dorf Besitz des Landadels von Oslany, später dem in Lefantovce ansässigen Paulinerorden, der Herrschaft von Topoľčianky und im 18. Jahrhundert der Familien Bossányi, Rudnay, Kvassay und zuletzt Thonet. 1601 stand eine Mühle und 40 Häuser im Ort, 1720 wohnten 18 Steuerpflichtige hier, davon zwei Handwerker, 1828 zählte man 85 Häuser und 550 Einwohner, die als Landwirte beschäftigt waren.
Bis 1918 gehörte der im Komitat Bars liegende Ort zum Königreich Ungarn und kam danach zur Tschechoslowakei beziehungsweise heute Slowakei.

## Bevölkerung
| Jahr                | 1994 | 2004    | 2014    | 2024    |
| ------------------- | ---- | ------- | ------- | ------- |
| Anzahl der Personen | 921  | 887     | 878     | 899     |
| Unterschied         |      | −3,69 % | −1,01 % | +2,39 % |

| Jahr                | 2023 | 2024    |
| ------------------- | ---- | ------- |
| Anzahl der Personen | 892  | 899     |
| Unterschied         |      | +0,78 % |

Gemäß der Volkszählung 2011 wohnten in Kolačno 887 Einwohner, davon 885 Slowaken und ein Tscheche. 31 Einwohner machten keine Angabe zur Ethnie.
771 Einwohner bekannten sich zur römisch-katholischen Kirche sowie jeweils ein Einwohner zur griechisch-katholischen Kirche, zur orthodoxen Kirche und zur reformierten Kirche. 38 Einwohner waren konfessionslos und bei 75 Einwohnern wurde die Konfession nicht ermittelt.

## Bauwerke und Denkmäler
- römisch-katholische Josefskirche aus den Jahren 1951–53, die durch den Umbau einer Kapelle aus dem Jahr 1912 entstand